# Tamiops swinhoei markamensis
Tamiops swinhoei markamensis is een ondersoort van de Chinese gestreepte boomeekhoorn (Tamiops swinhoei) die voorkomt in het Markam-gebied in het noorden van Chinese provincie Sichuan, op 3000 tot 3900 m hoogte. De verspreiding van deze ondersoort ligt tegen die van T. s. swinhoei in het zuidwesten en T. s. vestitus in het noordoosten aan.
Deze ondersoort heeft een olijfgrijze bovenkant, met bruine strepen over de rug heen. De flanken zijn grijs, de bovenkant van de voeten okerkleurig. De oren zijn zwart, op een wit stuk na. De onderkant is okerkleurig, net als de staart. Het is een vrij grote ondersoort. De kop-romplengte bedraagt 136 tot 155 mm, de staartlengte 85 tot 112 mm, de achtervoetlengte 28 tot 40 mm, de oorlengte 16 tot 21 mm en de schedellengte 37,12 tot 42,61 mm.